# Girnár
Girnar hegy India nyugati részén, Gudzsarát államban. 
120 km² területű, vulkanikus eredetű, 1117 m magas, Dzsúnágarh városa mellett áll. 
A hinduk és dzsainák számára szent hely. A Parikrama Girnar ünnepe alatt különösen sok zarándok gyűlik itt össze. Számos dzsain templom épült rajta. Köztük az Amba Mata-templom, ahol a friss házasok imádkoznak áldásért. Innen 150 km-re keletre található Pálítáná szintén híres dzsain zarándokhely. 
Már az ókori időben szentnek tartották a hegyet. Itt látható az ókori buddhista uralkodó, Asóka kőbe vésett rendeletei is, ezért a buddhisták is szentként tisztelték. 

## Galéria

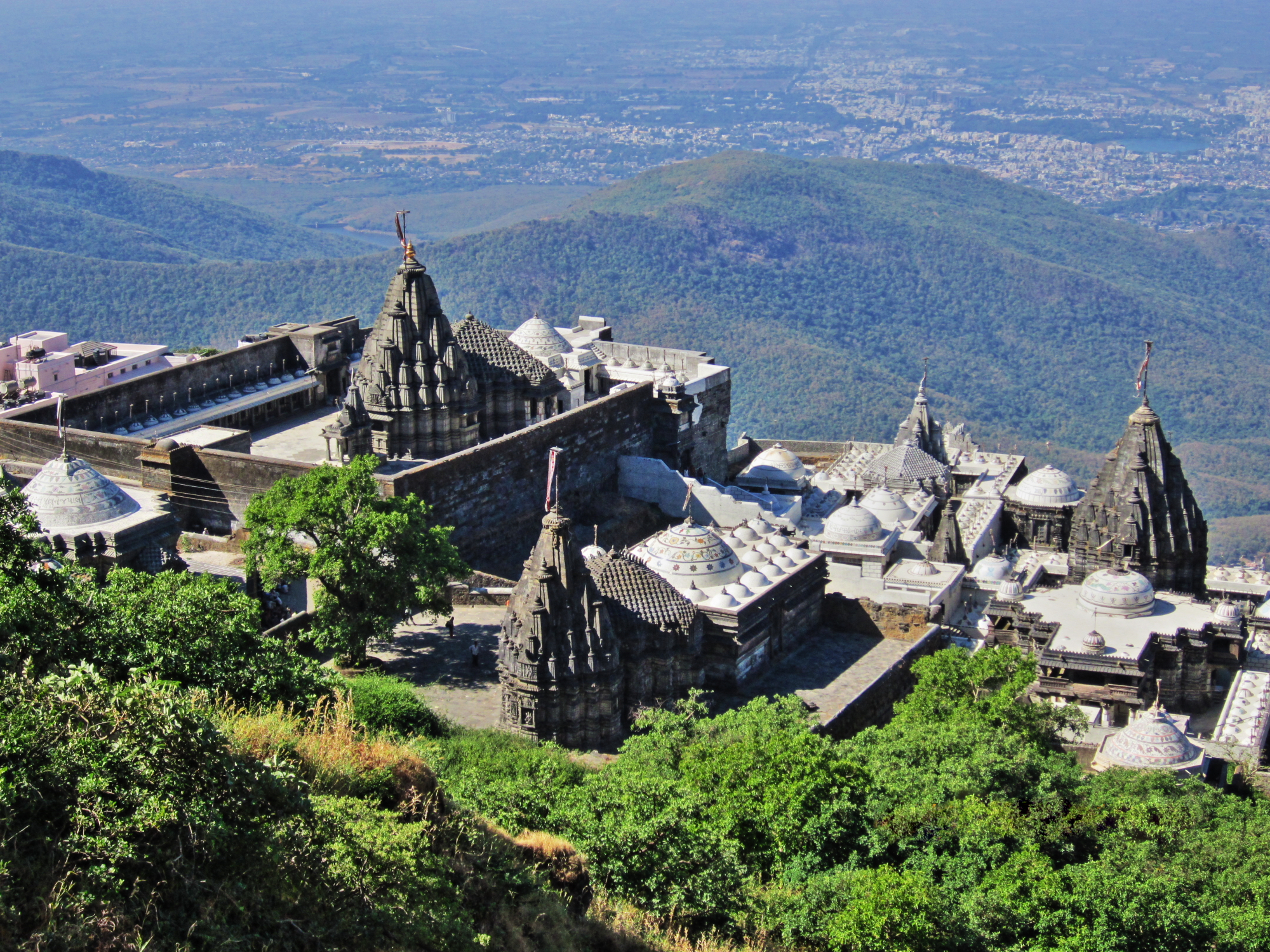
Dzsain templomok egy csoportja
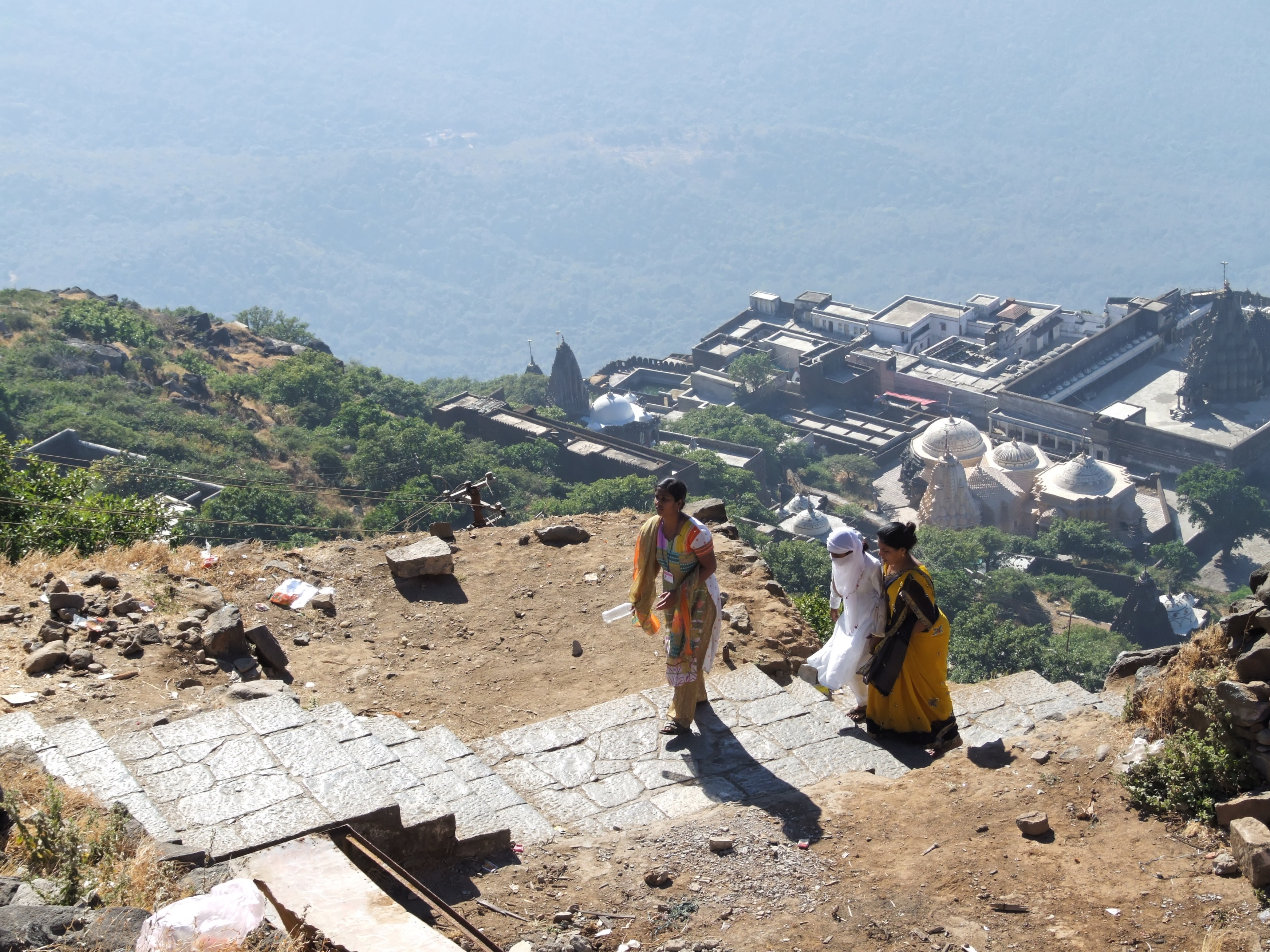
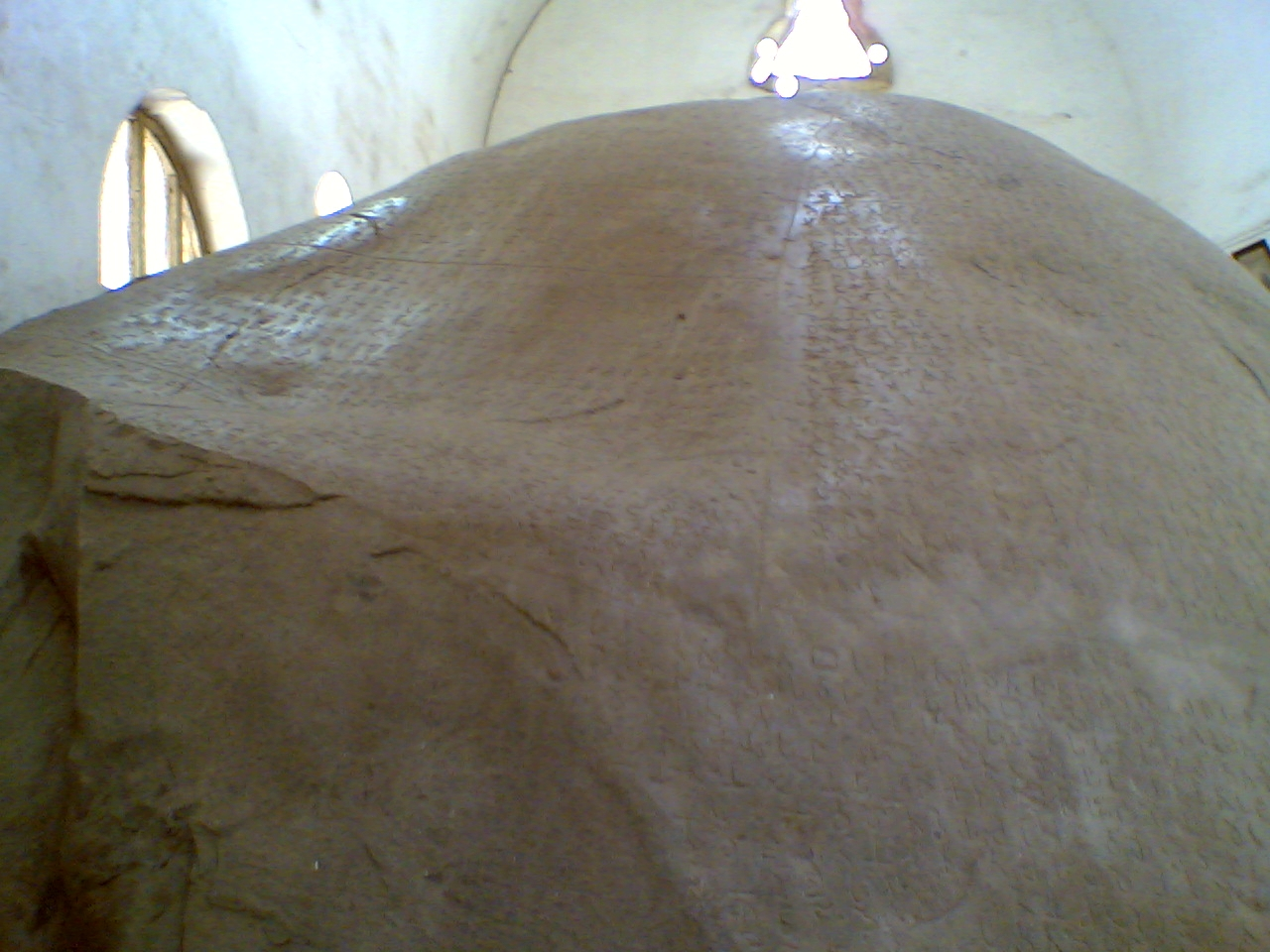
Asóka sziklavésetei

## Fordítás
- Ez a szócikk részben vagy egészben  a   Girnar című angol Wikipédia-szócikk fordításán alapul.  Az eredeti cikk szerkesztőit annak laptörténete sorolja fel. Ez a jelzés csupán a megfogalmazás eredetét és a szerzői jogokat jelzi, nem szolgál a cikkben szereplő információk forrásmegjelöléseként.